# 바이마르 공화국의 준군사조직

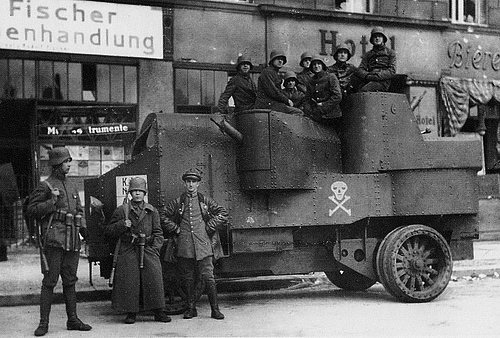

바이마르 공화국 시대의 준군사조직들은 제1차 세계 대전에서의 독일의 패전과 독일 혁명 이후 우후죽순 생겨났다. 이들 조직들 중 대부분이 국가의 통제를 벗어나 각 정당에 붙어 그 무력 행동대 구실을 했다.

## 자유군단
- 자유군단

## 정당의 당군
우파
- 전선병사동맹 철모단
- 돌격대
- 전투동맹
- 소년독일단

중도
- 흑적금 국기단
- 무쇠전선

좌파
- 적색전선전사동맹
- 소년 반파시스트 수비대
- 반파시즘 전투동맹
- 반파시스트 행동단
- 루르 적군

오스트리아에서도 유사한 조직들이 존재했는데, 공화수호동맹과 보국단이 대표적이다.